# 페드리
페드리(스페인어: Pedri)라는 이름으로 알려져 있는 페드로 곤살레스 로페스(스페인어: Pedro González López, 2002년 11월 25일~)는 스페인의 축구 선수로, 포지션은 미드필더이다. 현재 FC 바르셀로나와 스페인 축구 국가대표팀 소속으로 활동하고 있다. 

## 구단 경력
2020-21 시즌이 시작되기 전 페드리는 라스팔마스에서 FC바르셀로나로 이적하였다. 당시 바르셀로나는 미드필더들의 연달은 이적으로 인해 리그 초반부터 어린 나이의 페드리를 기용할 수 밖에 없는 상황에 놓였다. 그렇게 리그 초반부터 기용된 페드리는 리그 초반부터 엄청난 활약을 보여주며 호평을 받았다. 페드리의 플레이는 팬들을 열광시키기에 충분했고, 바르셀로나의 유소년 선수 양성 기관인 라 마시아 출신이 아님에도 바르셀로나의 레전드 미드필더인 사비 에르난데스와 안드레스 이니에스타를 떠올리게 한다는 극찬을 받았다.

## 출전 통계
| 구단       | 시즌    | 출전 | 득점 | 도움 |
| ---------- | ------- | ---- | ---- | ---- |
| 라스팔마스 | 2019-20 | 37   | 4    |      |
| 바르셀로나 | 2020-21 | 52   | 4    | 6    |
| 바르셀로나 | 2021-22 | 22   | 5    | 1    |
| 바르셀로나 | 2022-23 | 35   | 7    | 1    |
| 바르셀로나 | 2023-24 | 34   | 4    | 5    |
| 바르셀로나 | 2024-25 | 59   | 6    | 8    |

## 수상

#### 바르셀로나
- 라리가 : 2022-23, 2024-25
- 국왕컵 : 2020-21, 2024-25
- 수페르코파 데 에스파냐 : 2023, 2025

#### 스페인
- 하계 올림픽 은메달 : 2021
- UEFA 유로 : 2024
- UEFA 네이션스리그 : 2022-23

### 개인
- 라리가 시즌의 팀 : 2021-22, 2022-23, 2024-25
- UEFA 챔피언스리그 Breakthrough XI : 2020
- UEFA 유로 대회 베스트 : 2021
- UEFA 유로 영플레이어 : 2021
- 골든 보이 : 2021
- 코파 트로피 : 2021
- 바르셀로나 올해의 선수 : 2020-21